# Iglesia de San Esteban Protomártir (Durana)
La iglesia de San Esteban Protomártir es un edificio románico situado en Durana, en el municipio alavés de Arrazua-Ubarrundia (cuadrilla de Gorbeialdea). 

## Situación y cronología
La iglesia es parroquia del concejo de Durana y se sitúa en el centro de la población. Se trata de un templo de finales del siglo XII o XIII, aunque debió existir otra iglesia a principios del siglo XI en la primitiva aldea de Durana.

## Arquitectura y decoración escultórica
El edificio es una construcción de planta de salón con cabecera recta. El presbiterio y el primer tramo de la nave, cubiertos por bóvedas de terceletes, fueron añadidos en el siglo XVI al templo medieval original, que conserva aún la cubierta de bóveda de cañón. Posteriormente se realizaron otras obras de maestreo en la primera mitad del siglo XIX. En cuanto a la decoración escultórica se conservan al interior restos medievales y claves del siglo XVI.
La portada románica, cobijada bajo un pórtico con arquería del siglo XVIII, conserva una rica decoración en relieve en jambas y arquivoltas, con dientes de sierra, arquillos, rosetas geométricas y hojas. Algunos de los capiteles se decoran con motivos geométricos, estrellas, bolas y hojas. Otros muestran los rostros de un varón con bonete y una dama con barbuquejo, posibles promotores del templo. Hay también seres monstruosos y representaciones animales en otros capiteles.

## Torre campanario
En el extremo sudoccidental de la iglesia se sitúa la torre campanario construida con piedra de mampostería y sillería a mediados del siglo XVIII. Es obra del cantero Pedro del Campo según proyecto de Miguel de Gorospe y aparece fechada sobre uno de sus arcos con la inscripción "Año de 1752".